# 海关广场 (贝内文托)

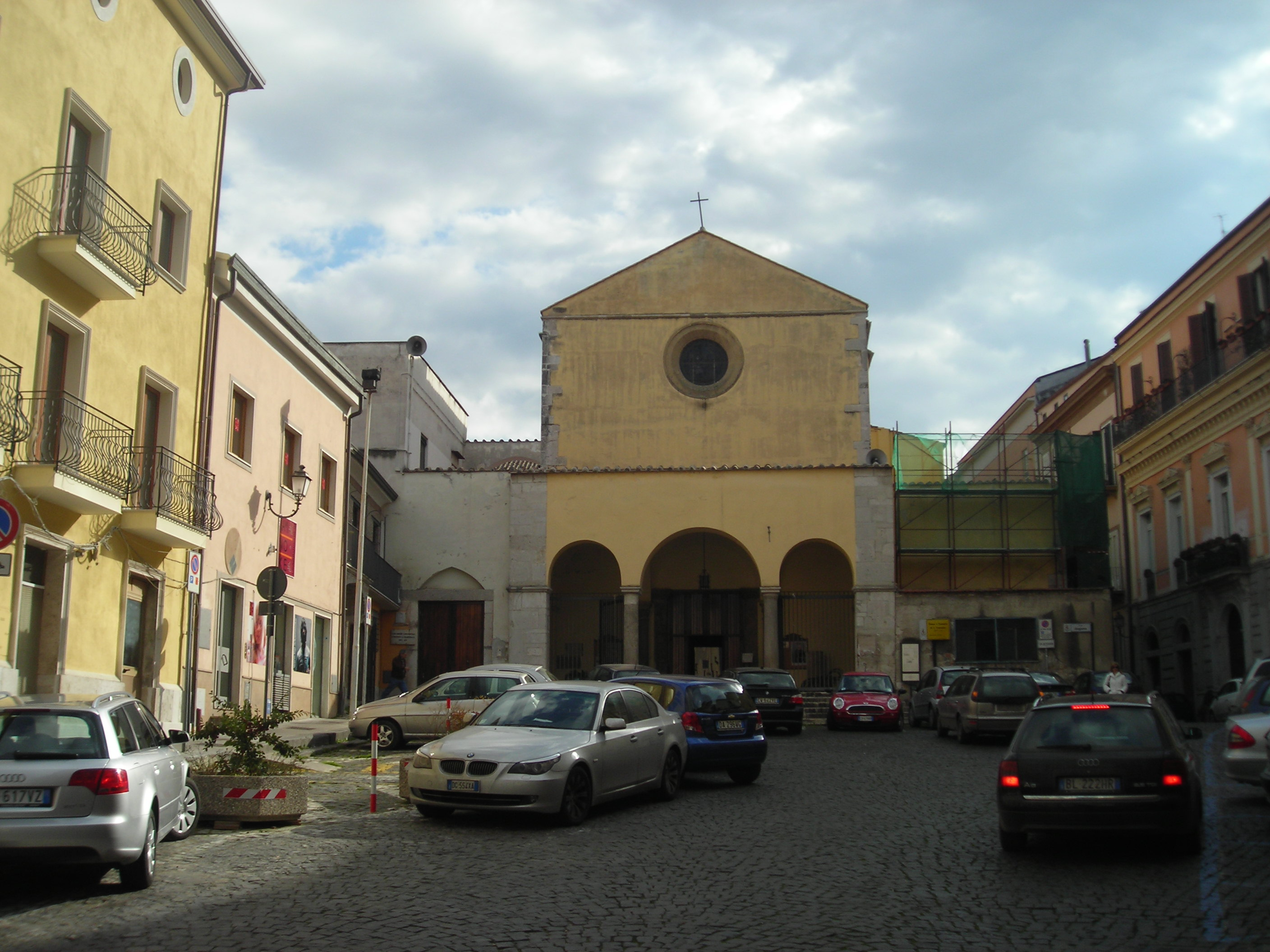
海关圣方济各堂

海关广场（Piazza Dogana）是意大利南部城市贝内文托旧城区的一个矩形广场，位于主教座堂广场东北。在广场上有海关圣方济各堂及其修道院。它得名于曾设于此处的教皇海关，继承了罗马时期的一个类似的机构。广场附近有一个城门雷托里门（Porta Rettore）。
从十二世纪到十六世纪，海关广场曾拥有繁荣的粮食贸易，阿韦利诺、坎波巴索和福贾等省的农产品均来此交易。如同在其他许多城市一样, 犹太社区在贝内文托曾在商业和工业领域发挥重要作用。 
Viale Ennio Goduti大道西边的Fravola区在1943年轰炸后完全重建：有一些住宅楼。该地区的道路动脉是埃马努埃莱大街（Corso Vittorio Emanuele），于19世纪中叶开辟，连接主教座堂广场与万维泰利桥。而海关广场以东到图拉真街（via Traiano）之间的区域，是历史城区的众多小巷织成的网络。